# Le boulet
Le Boulet és una escultura monocroma de Miquel Blay, de la qual hi ha diversos exemplars de guix. Va ser creada l'any 1906 i es va exposar per primera vegada a París, on va ser el " Clau" de la mostra. Una versió es troba al Museu de la Garrotxa, a Olot.

## Context històric de l'obra
Aquesta obra se situa a principis del segle xx, quan Miquel Blay i la seva família es van traslladar a Neuilly sur Seine, al Boulevard Bineau num. 67, a París. Es tracta d'una escultura entre el realisme, on es representa la realitat tal com és, i el modernisme, on l'artista difumina una mica la imatge i li atorga un significat. Aquesta obra va ser creada juntament amb l'escultura l'Eclosió i va ser presentada alhora al Salon de la Societé des Artistes Français de 1906 de Paris.

## Tema
L'obra està formada per un home nu, dret i en actitud de caminar, que intenta avançar, mentre que al seu darrere una dona, asseguda al terra, l'agafa fortament per la cama dreta, tot recargolant-s'hi, com un càstig que ell ha d'arrossegada. Observant el context de l'escultor en aquella època i tenint en compte que les representacions de conceptes intel·lectuals es feien mitjançant figures femenines, la dona que agafa les cames de l'home podria representar la feblesa humana, la dependència d'un desig o el turment que en tortura l'esperit. L'escultor hauria volgut plasmar en l'escultura la lluita per la superació personal, per vèncer les contradiccions de l'existència humana, les quals ens frenen l'avanç.

## Descripció
Grup d'home i dona. L'home dret, nu i en actitud de caminar. Darrere seu, asseguda a terra, la dona també nua, agafa fortament la cama dreta de l'home, tot recargolant-s'hi. Modelat acurat amb tractament més texturat a l'home. Cal destacar la plasmació de les diverses tensions que es generen en la parella: la dona que s'agafa com una serp, amb braços i cames al voltant de l'home com a darrer recurs, i aquest que l'arrossega penós, mentre intenta avançar, concentrant la força en el peu de la cama lliure. Al davant de la base hi ha escrit una inscripció: Le Boulet.

## Composició
L'estructura de l'escultura està formada per un rectangle que correspon a la base, sobre el qual hi ha un triangle rectangle. El cap de la dona i l'esquena de l'home formen la diagonal. La cama i el cap de l'home formen l'altre costat. L'espatlla de l'home és el vèrtex.
Les línies són rectes. Les horitzontals de la base. Les verticals del cos de l' home, i les diagonals del cos de la dona i l'espatlla de l'home.

## Estil
L'escultura és realista i modernista, ja que es reprodueix la realitat amb l'anatomia humana però alhora conté elements típics del simbolisme, ja que intenta mostrar una idees o un significat especial per l'artista. En aquest cas, la lluita de l'individu contra la seva pròpia feblesa per la superació personal.

## Exposicions
N'hi va haver dos exemplars que es van exposar en llocs diferents.
El primer exemplar:
- Figurava a la Sala Blay del Museu Arqueològic d'Olot

- Va ser presentat a "l'Exposició Commemorativa del primer centenari del naixement de Miquel Blay i Fàbrega" Olot, setembre de 1966.

El segon exemplar:
- Va ser exposat al "Salon de la Societé des Artistes Français", Paris, 1906.

- També va ser exposat a la "V Exposició Internacional de Belles Arts", Barcelona, 1907, Sala Cercle Artístic de Sant Lluc.

- "Exposición General de Bellas Artes e Indústrias Artísticas", Madrid, 1908